# Bombon (Philippinen)
Bombon ist eine philippinische Stadtgemeinde. Sie liegt im südöstlichen Teil der Insel Luzon in der Bicol-Region in der Provinz Camarines Sur etwa 260 km südöstlich von Manila und etwa acht Kilometer nördlich der Stadt Naga.
Sie grenzt im Norden an die Stadtgemeinde von Calabanga, im Osten an Teile der Stadtgemeinde Naga und an den Mt.Isarog, im Süden an die Stadtgemeinde von Magarao, und im Westen an den Bicol-Fluss und die Stadtgemeinde Libmanan. Es wird Bikolano, Filipino/Tagalog und Englisch gesprochen. Bikolano wird etwa zu 98 % und Tagalog etwa zu 1,7 % gesprochen.
Die Stadtgemeinde von Bombon besteht aus acht Barangays. Vier von ihnen sind städtische Barangays, während die anderen vier ländliche Barangays sind. Ein großer Teil der Bevölkerung lebt vom Reisanbau, es werden aber auch Zuckerrohr und Mais angebaut. Etwa 95 % der Bevölkerung wird der röm.-kath. Kirche zugeordnet, etwa 5 % gehören anderen Religionen an. So zum Beispiel: Iglesia ni Cristo, UCCP, Zeugen Jehovas.

## Barangays
Bombon ist unterteilt in acht Barangays.
| Barangay      | Einwohner | Haushalte |
| ------------- | --------- | --------- |
| San Antonio   | 3058      | 539       |
| San Francisco | 1334      | 248       |
| San Isidro    | 1111      | 202       |
| San Jose      | 1152      | 206       |
| Pagao         | 443       | 84        |
| San Roque     | 2341      | 442       |
| Siembre       | 1644      | 329       |
| Santo Domingo | 1760      | 285       |